# Öttums kyrka
Öttums kyrka är en kyrkobyggnad som sedan 2018 tillhör Varabygdens församling, 2002–2018 Kvänums församling och tidigare Öttums församling) i Skara stift. Den ligger i byn Öttum i Vara kommun.

## Kyrkobyggnaden
En tidigare kyrka i romansk stil var från medeltiden. Nuvarande kyrka är uppförd åren 1871-1872 på den gamlas plats av byggmästaren Johannes Larsson från Varola. De första ritningarna till den nya kyrkan hade gjorts upp av Johan Fredrik Åbom vid Överintendentsämbetet men de förkastades av församlingen eftersom den ansågs bli för dyr att bygga. I stället valde man ett billigare alternativ som ritats av byggmästaren Fredrik Damianus Bergström från Norra Ving och Skara. Kyrkan uppfördes av byggmästaren Anders Pettersson från Värsås. Invigningen av kyrkan skedde 10 oktober 1872 av biskop Johan Albert Butsch.
Kyrkan har en stomme av sten och består av långhus med rakt avslutat  kor i öster och torn i väster. Sakristian finns i en smalare och lägre utbyggnad i öster. Stenmaterial från den gamla kyrkan återanvändes som dekorativa hörnomfattningar. Interiören har kvar sin ursprungliga inredning samt tredingstaket.

## Inventarier
- Dopfunten, som är från andra hälften av 1100-talet, har vissa likheter med verk av stenmästaren Othelric.
- På altaret står ett kors med svepning mot en fond av ett målat sydländskt landskap.

### Klockor
- Mellanklockan är av en tidig medeltida campanulaformig typ. Den saknar inskrift och har endast tre små obetydliga ristade kors.
- Lillklockan har en rakare kropp, saknar inskrifter och förefaller vara av 1200-talstyp.[2]

### Orgel
- Orgeln är tillverkad 1935 av Nordfors & Co, Lidköping och är en pneumatisk orgel. Den har en stum fasad och tio stämmor fördelade på två manualer och pedal.[3] Orgeln har fasta kombinationer och automatisk pedalväxling.

| Manual I     | Manual II           | Pedal      | Koppel   |
| Borduna 16´  | Basetthorn 8´       | Subbas 16´ | I/P      |
| Principal 8´ | Salicional 8'       |            | II/P     |
| Gamba 8'     | Voix Céleste 8'     |            | II/I     |
| Oktava 4'    | Flûte Octaviante 4' |            | I 4'/I   |
| Trumpet 8'   |                     |            | II 16'/I |